# Five Brothers
Five Brothers – album amerykańskiego puzonisty jazzowego Herbie Harpera, nagrany wraz z prowadzonym przez niego Quintetem. Nagrań dokonano 15 czerwca 1955 w studiu Radio Recorders w Hollywood. LP z tymi nagraniami wytwórnia Tampa Records wydała jako Herbie Harper Quintet (Tampa LP 11). Niewiele później album został wydany ponownie: ze zmienioną okładką ukazał się już jako Five Brothers (Tampa LP TP 25).
Płyta miała swoje reedycje: we wrześniu 1997 firma V.S.O.P. wydała CD dodając trzy nagrania alternatywne, z tej samej sesji.
W maju 2008 V.S.O.P. ponownie wydało Five Brothers, ale tym razem w postaci klasycznego albumu winylowego..

## Muzycy
- Herbie Harper – puzon
- Bob Endevoldsen – saksofon tenorowy, puzon wentylowy
- Don Overburg – gitara
- Red Mitchell – kontrabas
- Frank Capp – perkusja

## Lista utworów
Strona A
| 1. | "King Porter Stomp" (Jelly Roll Morton)           | 3:04  |
|    |                                                   |       |
| 2. | "Alone Together" (Howard Dietz, Arthur Schwartz)  | 2:53  |
|    |                                                   |       |
| 3. | "Skull Cap" (Frank Capp)                          | 2:44  |
|    |                                                   |       |
| 4. | "Pick Yourself Up" (Jerome Kern, George Shearing) | 3:08  |
|    |                                                   |       |
| 5. | "Jim's Tune" (Red Mitchell)                       | 3:23  |
|    |                                                   |       |
|    |                                                   | 15:12 |
|    |                                                   |       |
Strona B
| 6.  | "Don't Buck It" (komp. i arr. John Graas)                | 3:29  |
|     |                                                          |       |
| 7.  | "Juan Don" (Don Overburg)                                | 2:55  |
|     |                                                          |       |
| 8.  | "Adios" (Enric Madriguera, Jimmy Webb, Eddie Woods)      | 4:03  |
|     |                                                          |       |
| 9.  | "Godchild" (George Wallington)                           | 3:14  |
|     |                                                          |       |
| 10. | "Stars Fell on Alabama" (Mitchell Parish, Frank Perkins) | 2:03  |
|     |                                                          |       |
|     |                                                          | 15:44 |
|     |                                                          |       |
nagrania bunusowe z CD
| 11. | "Don't Tune" (alternate take)            | 2:51  |
|     |                                          |       |
| 12. | "Godchild" (alternate take)              | 3:16  |
|     |                                          |       |
| 13. | "Stars Fell on Alabama" (alternate take) | 1:59  |
|     |                                          |       |
|     |                                          | 08:06 |
|     |                                          |       |

## Informacje uzupełniające
- Producent – Robert Scherman
- Inżynier dźwięku – Val Valentin
- Projekt okładki – John Miller